# Liga Mistrzów w piłce siatkowej (2024/2025)
Liga Mistrzów 2024/2025 (oficjalna nazwa: CEV Champions League Volley 2025) – 25. sezon Ligi Mistrzów rozgrywanej od 2000 roku (58. turniej ogólnie, wliczając Puchar Europy Mistrzów Krajowych), organizowanej przez Europejską Konfederację Piłki Siatkowej (CEV) w ramach europejskich pucharów dla męskich klubowych zespołów siatkarskich Starego Kontynentu.

## System rozgrywek
Liga Mistrzów w sezonie 2024/2025 składała się z czterech faz: kwalifikacji, fazy grupowej, fazy play-off oraz finału.
Faza kwalifikacyjna

Faza kwalifikacyjna obejmowała rundę preeliminacyjną oraz trzy rundy eliminacyjne. W rundzie preeliminacyjnej miały uczestniczyć zespoły z trzech najniżej sklasyfikowanych federacji w rankingu CEV dla Ligi Mistrzów i rozegrać ze sobą po jednym meczu. Do 2. rundy miały awansować dwie najlepsze drużyny. Po wycofaniu się z rozgrywek klubu Prometej Dnipro, który zakończył swoją działalność, SK Jēkabpils Lūši i Omonia Nikozja uzyskały bezpośredni awans do 1. rundy.
W rundach 1-3 rywalizacja toczyła się w systemie pucharowym, a o awansie w parze decydował dwumecz. Pary 1. rundy oraz drabinka na dalszą część eliminacji wyłonione zostały w drodze losowania. Do fazy grupowej awansowały dwa zespoły.
Faza grupowa

W fazie grupowej uczestniczy 20 drużyn. W drodze losowania podzielone zostały na pięć grup (A-E). W każdej grupie drużyny rozegrają między sobą po dwa spotkania – mecz u siebie i rewanż na wyjeździe. Zwycięzcy poszczególnych grup uzyskają bezpośredni awans do ćwierćfinałów. Zespoły z drugich miejsc oraz najlepsza drużyna z trzeciego miejsca rywalizować będzie w rundzie play-off. Pozostałe drużyny z trzecich miejsc trafią do ćwierćfinałów Pucharu CEV.
Faza play-off

Faza play-off składać się będzie z rundy play-off, ćwierćfinałów oraz półfinałów. We wszystkich rundach fazy play-off rywalizacja toczyć się będzie w postaci dwumeczów – mecz u siebie i rewanż na wyjeździe. O awansie decydować będzie większa liczba zdobytych punktów meczowych. Za zwycięstwo 3:0 lub 3:1 drużyna otrzyma 3 punkty, za zwycięstwo 3:2 – 2 punkty, za porażkę 2:3 – 1 punkt, natomiast za porażkę 1:3 lub 0:3 – 0 punktów. Jeżeli po rozegraniu dwumeczu obie drużyny zdobędą tę samą liczbę punktów, o awansie decydował tzw. złoty set grany do 15 punktów z dwoma punktami przewagi jednej z drużyn.
Runda play-off

W rundzie play-off drużyny utworzą pary według poniższego klucza:
- para 1: najlepsza drużyna z 3. miejsca w grupie – najlepsza drużyna z 2. miejsca w grupie;
- para 2: drużyna sklasyfikowana na 5. miejscu spośród tych, które zajęły 2. miejsce w grupie – drużyna sklasyfikowana na 2. miejscu spośród tych, które zajęły 2. miejsce w grupie;
- para 3: drużyna sklasyfikowana na 4. miejscu spośród tych, które zajęły 2. miejsce w grupie – drużyna sklasyfikowana na 3. miejscu spośród tych, które zajęły 2. miejsce w grupie.

Gospodarzami pierwszych meczów w parach będą drużyny niżej sklasyfikowane po fazie grupowej.
Ćwierćfinały

Pary ćwierćfinałowe powstały według klucza:
- para 1: zwycięzca w parze 1 rundy play-off – drużyna sklasyfikowana na 3. miejscu spośród tych, które zajęły 1. miejsce w grupie;
- para 2: zwycięzca w parze 2 rundy play-off – drużyna sklasyfikowana na 2. miejscu spośród tych, które zajęły 1. miejsce w grupie;
- para 3: drużyna sklasyfikowana na 5. miejscu spośród tych, które zajęły 1. miejsce w grupie – drużyna sklasyfikowana na 4. miejscu spośród tych, które zajęły 1. miejsce w grupie;
- para 4: zwycięzca w parze 3 rundy play-off – najlepsza drużyna z 1. miejsca w grupie.

Gospodarzami pierwszych meczów w parach były zespoły, które awansowały z rundy play-off oraz drużyna sklasyfikowana na 5. miejscu spośród tych, które zajęły 1. miejsce w grupie.
Półfinały

Pary półfinałowe powstały według klucza:
- para 1: zwycięzca w ćwierćfinałowej parze 1 – zwycięzca w ćwierćfinałowej parze 2;
- para 2: zwycięzca w ćwierćfinałowej parze 3 – zwycięzca w ćwierćfinałowej parze 4.

Gospodarzami pierwszych meczów w parach byli zwycięzcy w ćwierćfinałowych parach 1 i 3.
Turniej finałowy - Final Four
Gospodarz turnieju finałowego zostanie wyłoniony po zakończenie meczów fazy grupowej.
Mecz o 3. miejsce

W meczu o 3. miejsce będą uczestniczyć przegrani meczów półfinałowych. 
Finał

W finale będą uczestniczyć zwycięzcy w par półfinałowych.

## Drużyny uczestniczące[2]

### Uczestnicy
- Knack Roeselare (L1)
- Greenyard Maaseik (L2)
- Lewski Sofia (L1)
- VK Jihostroj České Budějovice (L1)
- Saint-Nazaire VB Antlantique (L1)
- Chaumont VB 52 Haute-Marne (L2)
- Berlin Recycling Volleys (L1)
- Helios Grizzlys Giesen (L3)
- SVG Lüneburg (L4)
- Jastrzębski Węgiel (L1)
- Aluron CMC Warta Zawiercie (L2)
- PGE Projekt Warszawa (L3)
- ACH Volley Lublana (L1)
- Halkbank Ankara (L1)
- Fenerbahçe Medicana (L2)
- Sir Sicoma Monini Perugia (L1)
- Vero Volley Monza (L2)
- Allianz Milano (L3)

Zakwalifikowane drużyny
- Hypo Tirol Volleyballteam (L1)
- Olympiakos SFP (L1)

## Podział na koszyki[3]
Losowanie odbyło się 16 lipca 2024 roku w Luksemburgu.
| Koszyk 1                   | Koszyk 2               | Koszyk 3                     | Koszyk 4                                           |
| -------------------------- | ---------------------- | ---------------------------- | -------------------------------------------------- |
| Jastrzębski Węgiel         | PGE Projekt Warszawa   | Fenerbahçe Medicana          | ACH Volley Lublana                                 |
| Aluron CMC Warta Zawiercie | Allianz Milano         | Saint-Nazaire VB Antlantique | VK Jihostroj České Budějovice                      |
| Sir Sicoma Monini Perugia  | Halkbank Ankara        | Chaumont VB 52 Haute-Marne   | Lewski Sofia                                       |
| Vero Volley Monza          | Helios Grizzlys Giesen | Knack Roeselare              | Olympiakos SFP (drużyna z kwalifikacji)            |
| Berlin Recycling Volleys   | SVG Lüneburg           | Greenyard Maaseik            | Hypo Tirol Volleyballteam (drużyna z kwalifikacji) |

## Rozgrywki
Wszystkie godziny według czasu lokalnego.

### Faza grupowa
ćwierćfinały fazy play-off
     runda play-off
     ćwierćfinały Pucharu CEV

#### Grupa A
Tabela
| Lp. | Drużyna                  | Mecze | Mecze   | Mecze   | Pkt | Sety | Sety | Sety  | Małe punkty | Małe punkty | Małe punkty |
| Lp. | Drużyna                  | M     | W (3:2) | P (2:3) | Pkt | wyg. | prz. | ratio | zdob.       | str.        | ratio       |
| --- | ------------------------ | ----- | ------- | ------- | --- | ---- | ---- | ----- | ----------- | ----------- | ----------- |
| 1   | PGE Projekt Warszawa     | 6     | 6 (0)   | 0 (0)   | 18  | 18   | 2    | 9.000 | 497         | 393         | 1.265       |
| 2   | Berlin Recycling Volleys | 6     | 4 (0)   | 2 (0)   | 12  | 13   | 8    | 1.625 | 499         | 467         | 1.069       |
| 3   | ACH Volley Lublana       | 6     | 1 (0)   | 5 (1)   | 4   | 7    | 15   | 0.467 | 477         | 531         | 0.898       |
| 4   | VC Greenyard Maaseik     | 6     | 1 (1)   | 5 (0)   | 2   | 4    | 17   | 0.235 | 437         | 519         | 0.842       |

Źródło: 
Punktacja: 3:0 i 3:1 – 3 pkt; 3:2 – 2 pkt; 2:3 – 1 pkt; 1:3 i 0:3 – 0 pkt
Zasady ustalania kolejności: 1. liczba zwycięstw; 2. liczba punktów; 3. stosunek setów; 4. stosunek małych punktów; 5. bilans w bezpośrednich meczach
Wyniki spotkań
| Data       | Godz. | Drużyna 1                | Wynik | Drużyna 2                | 1     | 2     | 3     | 4     | 5    | Widzów | *      |
| ---------- | ----- | ------------------------ | ----- | ------------------------ | ----- | ----- | ----- | ----- | ---- | ------ | ------ |
| 12.11.2024 | 19:30 | Berlin Recycling Volleys | 3:1   | ACH Volley Lublana       | 25:20 | 23:25 | 26:24 | 25:21 |      | 4836   | [ 5 ]  |
| 12.11.2024 | 20:30 | PGE Projekt Warszawa     | 3:0   | Greenyard Maaseik        | 25:9  | 25:17 | 25:21 |       |      | 1600   | [ 6 ]  |
| 20.11.2024 | 20:30 | Greenyard Maaseik        | 0:3   | Berlin Recycling Volleys | 16:25 | 20:25 | 30:32 |       |      | 1500   | [ 7 ]  |
| 21.11.2024 | 18:00 | ACH Volley Lublana       | 1:3   | PGE Projekt Warszawa     | 21:25 | 19:25 | 26:24 | 17:25 |      | 3561   | [ 8 ]  |
| 03.12.2024 | 18:00 | PGE Projekt Warszawa     | 3:0   | Berlin Recycling Volleys | 25:22 | 25:21 | 25:22 |       |      | 3505   | [ 9 ]  |
| 04.12.2024 | 18:00 | ACH Volley Lublana       | 2:3   | Greenyard Maaseik        | 21:25 | 25:22 | 25:19 | 25:27 | 9:15 | 3142   | [ 10 ] |
| 17.12.2024 | 20:30 | PGE Projekt Warszawa     | 3:0   | ACH Volley Lublana       | 25:23 | 25:13 | 25:17 |       |      | 3000   | [ 11 ] |
| 18.12.2024 | 19:30 | Berlin Recycling Volleys | 3:1   | Greenyard Maaseik        | 25:12 | 21:25 | 25:22 | 25:19 |      | 5116   | [ 12 ] |
| 15.01.2025 | 20:30 | Greenyard Maaseik        | 0:3   | PGE Projekt Warszawa     | 19:25 | 22:25 | 23:25 |       |      | 1200   | [ 13 ] |
| 16.01.2025 | 18:00 | ACH Volley Lublana       | 0:3   | Berlin Recycling Volleys | 24:26 | 18:25 | 18:25 |       |      | 2234   | [ 14 ] |
| 29.01.2025 | 20:00 | Berlin Recycling Volleys | 1:3   | PGE Projekt Warszawa     | 25:23 | 17:25 | 18:25 | 21:25 |      | 5236   | [ 15 ] |
| 29.01.2025 | 20:30 | Greenyard Maaseik        | 0:3   | ACH Volley Lublana       | 17:25 | 32:34 | 25:27 |       |      | 1820   | [ 16 ] |

#### Grupa B
Tabela
| Lp. | Drużyna                | Mecze | Mecze   | Mecze   | Pkt | Sety | Sety | Sety  | Małe punkty | Małe punkty | Małe punkty |
| Lp. | Drużyna                | M     | W (3:2) | P (2:3) | Pkt | wyg. | prz. | ratio | zdob.       | str.        | ratio       |
| --- | ---------------------- | ----- | ------- | ------- | --- | ---- | ---- | ----- | ----------- | ----------- | ----------- |
| 1   | Mint Vero Volley Monza | 6     | 5 (2)   | 1 (0)   | 13  | 16   | 9    | 1.778 | 584         | 543         | 1.076       |
| 2   | Olympiakos SFP         | 6     | 4 (1)   | 2 (2)   | 13  | 16   | 10   | 1.600 | 594         | 585         | 1.015       |
| 3   | Fenerbahçe Medicana    | 6     | 2 (1)   | 4 (1)   | 6   | 10   | 14   | 0.714 | 560         | 562         | 0.996       |
| 4   | Helios Grizzlys Giesen | 6     | 1 (0)   | 5 (1)   | 4   | 7    | 16   | 0.438 | 507         | 555         | 0.914       |

Źródło: 
Punktacja: 3:0 i 3:1 – 3 pkt; 3:2 – 2 pkt; 2:3 – 1 pkt; 1:3 i 0:3 – 0 pkt
Zasady ustalania kolejności: 1. liczba zwycięstw; 2. liczba punktów; 3. stosunek setów; 4. stosunek małych punktów; 5. bilans w bezpośrednich meczach
Wyniki spotkań
| Data       | Godz. | Drużyna 1              | Wynik | Drużyna 2              | 1     | 2     | 3     | 4     | 5     | Widzów | *      |
| ---------- | ----- | ---------------------- | ----- | ---------------------- | ----- | ----- | ----- | ----- | ----- | ------ | ------ |
| 13.11.2024 | 20:00 | Helios Grizzlys Giesen | 0:3   | Fenerbahçe Medicana    | 23:25 | 23:25 | 22:25 |       |       | 2450   | [ 18 ] |
| 14.11.2024 | 20:00 | Mint Vero Volley Monza | 3:2   | Olympiakos SFP         | 20:25 | 25:20 | 26:28 | 25:23 | 15:8  | 1310   | [ 19 ] |
| 20.11.2024 | 19:00 | Fenerbahçe Medicana    | 0:3   | Mint Vero Volley Monza | 23:25 | 20:25 | 23:25 |       |       | 560    | [ 20 ] |
| 20.11.2024 | 19:30 | Olympiakos SFP         | 3:1   | Helios Grizzlys Giesen | 25:21 | 24:26 | 25:16 | 26:24 |       | 1120   | [ 21 ] |
| 03.12.2024 | 18:30 | Helios Grizzlys Giesen | 2:3   | Mint Vero Volley Monza | 16:25 | 25:22 | 22:25 | 25:21 | 9:15  | 1951   | [ 22 ] |
| 05.12.2024 | 19:00 | Olympiakos SFP         | 2:3   | Fenerbahçe Medicana    | 25:16 | 14:25 | 19:25 | 37:35 | 8:15  | 1800   | [ 23 ] |
| 17.12.2024 | 20:00 | Mint Vero Volley Monza | 3:1   | Fenerbahçe Medicana    | 25:23 | 25:21 | 23:25 | 25:20 |       | 1291   | [ 24 ] |
| 18.12.2024 | 20:00 | Helios Grizzlys Giesen | 0:3   | Olympiakos SFP         | 20:25 | 23:25 | 19:25 |       |       | 1956   | [ 25 ] |
| 15.01.2025 | 19:00 | Fenerbahçe Medicana    | 1:3   | Helios Grizzlys Giesen | 30:28 | 23:25 | 25:27 | 21:25 |       | 318    | [ 26 ] |
| 16.01.2025 | 19:00 | Olympiakos SFP         | 3:1   | Mint Vero Volley Monza | 26:24 | 26:24 | 22:25 | 25:21 |       | 2010   | [ 27 ] |
| 29.01.2025 | 19:00 | Fenerbahçe Medicana    | 2:3   | Olympiakos SFP         | 25:27 | 25:22 | 25:20 | 25:27 | 15:17 |        | [ 28 ] |
| 29.01.2025 | 18:30 | Mint Vero Volley Monza | 3:1   | Helios Grizzlys Giesen | 23:25 | 25:22 | 25:19 | 25:22 |       | 400    | [ 29 ] |

#### Grupa C
Tabela
| Lp. | Drużyna                    | Mecze | Mecze   | Mecze   | Pkt | Sety | Sety | Sety  | Małe punkty | Małe punkty | Małe punkty |
| Lp. | Drużyna                    | M     | W (3:2) | P (2:3) | Pkt | wyg. | prz. | ratio | zdob.       | str.        | ratio       |
| --- | -------------------------- | ----- | ------- | ------- | --- | ---- | ---- | ----- | ----------- | ----------- | ----------- |
| 1   | Aluron CMC Warta Zawiercie | 6     | 6 (1)   | 0 (0)   | 17  | 18   | 2    | 9.000 | 484         | 401         | 1.207       |
| 2   | Allianz Milano             | 6     | 4 (1)   | 2 (1)   | 12  | 14   | 9    | 1.556 | 530         | 500         | 1.060       |
| 3   | Knack Roeselare            | 6     | 2 (1)   | 4 (1)   | 6   | 8    | 14   | 0.571 | 474         | 496         | 0.956       |
| 4   | Hypo Tirol Volleyballteam  | 6     | 0 (0)   | 6 (1)   | 1   | 3    | 18   | 0.167 | 435         | 526         | 0.827       |

Źródło: 
Punktacja: 3:0 i 3:1 – 3 pkt; 3:2 – 2 pkt; 2:3 – 1 pkt; 1:3 i 0:3 – 0 pkt
Zasady ustalania kolejności: 1. liczba zwycięstw; 2. liczba punktów; 3. stosunek setów; 4. stosunek małych punktów; 5. bilans w bezpośrednich meczach
Wyniki spotkań
| Data       | Godz. | Drużyna 1                  | Wynik | Drużyna 2                  | 1     | 2     | 3     | 4     | 5     | Widzów | *      |
| ---------- | ----- | -------------------------- | ----- | -------------------------- | ----- | ----- | ----- | ----- | ----- | ------ | ------ |
| 13.11.2024 | 18:00 | Aluron CMC Warta Zawiercie | 3:0   | Hypo Tirol Volleyballteam  | 25:21 | 25:19 | 25:16 |       |       | 2640   | [ 31 ] |
| 13.11.2024 | 18:30 | Allianz Milano             | 3:2   | Knack Roeselare            | 21:25 | 21:25 | 25:23 | 25:22 | 16:14 | 1024   | [ 32 ] |
| 20.11.2024 | 18:00 | Hypo Tirol Volleyballteam  | 1:3   | Allianz Milano             | 18:25 | 23:25 | 25:21 | 20:25 |       | 1100   | [ 33 ] |
| 21.11.2024 | 20:30 | Knack Roeselare            | 0:3   | Aluron CMC Warta Zawiercie | 17:25 | 23:25 | 23:25 |       |       | 1975   | [ 34 ] |
| 03.12.2024 | 20:45 | Allianz Milano             | 2:3   | Aluron CMC Warta Zawiercie | 25:17 | 20:25 | 24:26 | 25:19 | 12:15 | 1191   | [ 35 ] |
| 04.12.2024 | 18:00 | Hypo Tirol Volleyballteam  | 2:3   | Knack Roeselare            | 25:21 | 25:23 | 27:29 | 16:25 | 10:15 | 800    | [ 36 ] |
| 18.12.2024 | 18:00 | Aluron CMC Warta Zawiercie | 3:0   | Knack Roeselare            | 25:20 | 25:19 | 25:18 |       |       | 2950   | [ 37 ] |
| 18.12.2024 | 19:30 | Allianz Milano             | 3:0   | Hypo Tirol Volleyballteam  | 25:19 | 32:30 | 26:24 |       |       | 1221   | [ 38 ] |
| 14.01.2025 | 18:00 | Hypo Tirol Volleyballteam  | 0:3   | Aluron CMC Warta Zawiercie | 30:32 | 13:25 | 14:25 |       |       | 1017   | [ 39 ] |
| 16.01.2025 | 20:30 | Knack Roeselare            | 0:3   | Allianz Milano             | 17:25 | 18:25 | 20:25 |       |       | 2000   | [ 40 ] |
| 29.01.2025 | 18:00 | Aluron CMC Warta Zawiercie | 3:0   | Allianz Milano             | 25:22 | 25:21 | 25:19 |       |       | 3052   | [ 41 ] |
| 29.01.2025 | 20:30 | Knack Roeselare            | 3:0   | Hypo Tirol Volleyballteam  | 25:20 | 27:25 | 25:15 |       |       | 1780   | [ 42 ] |

#### Grupa D
Tabela
| Lp. | Drużyna                       | Mecze | Mecze   | Mecze   | Pkt | Sety | Sety | Sety  | Małe punkty | Małe punkty | Małe punkty |
| Lp. | Drużyna                       | M     | W (3:2) | P (2:3) | Pkt | wyg. | prz. | ratio | zdob.       | str.        | ratio       |
| --- | ----------------------------- | ----- | ------- | ------- | --- | ---- | ---- | ----- | ----------- | ----------- | ----------- |
| 1   | Sir Sicoma Monini Perugia     | 6     | 5 (0)   | 1 (1)   | 16  | 17   | 3    | 5.667 | 487         | 408         | 1.194       |
| 2   | Halkbank Ankara               | 6     | 4 (2)   | 2 (1)   | 11  | 14   | 11   | 1.273 | 563         | 553         | 1.018       |
| 3   | Saint-Nazaire VB Antlantique  | 6     | 3 (1)   | 3 (1)   | 9   | 11   | 12   | 0.917 | 511         | 515         | 0.992       |
| 4   | VK Jihostroj České Budějovice | 6     | 0 (0)   | 6 (0)   | 0   | 2    | 18   | 0.111 | 407         | 492         | 0.827       |

Źródło: 
Punktacja: 3:0 i 3:1 – 3 pkt; 3:2 – 2 pkt; 2:3 – 1 pkt; 1:3 i 0:3 – 0 pkt
Zasady ustalania kolejności: 1. liczba zwycięstw; 2. liczba punktów; 3. stosunek setów; 4. stosunek małych punktów; 5. bilans w bezpośrednich meczach
Wyniki spotkań
| Data       | Godz. | Drużyna 1                     | Wynik | Drużyna 2                     | 1     | 2     | 3     | 4     | 5     | Widzów | *      |
| ---------- | ----- | ----------------------------- | ----- | ----------------------------- | ----- | ----- | ----- | ----- | ----- | ------ | ------ |
| 13.11.2024 | 18:00 | Halkbank Ankara               | 2:3   | Saint-Nazaire VB Antlantique  | 22:25 | 30:28 | 25:18 | 20:25 | 24:26 | 2100   | [ 44 ] |
| 13.11.2024 | 20:30 | Sir Sicoma Monini Perugia     | 3:0   | VK Jihostroj České Budějovice | 25:16 | 25:23 | 25:22 |       |       | 3000   | [ 45 ] |
| 19.11.2024 | 20:00 | Saint-Nazaire VB Antlantique  | 0:3   | Sir Sicoma Monini Perugia     | 17:25 | 20:25 | 13:25 |       |       | 2006   | [ 46 ] |
| 20.11.2024 | 18:00 | VK Jihostroj České Budějovice | 1:3   | Halkbank Ankara               | 18:25 | 25:22 | 22:25 | 15:25 |       | 2068   | [ 47 ] |
| 04.12.2024 | 18:00 | Halkbank Ankara               | 0:3   | Sir Sicoma Monini Perugia     | 20:25 | 27:29 | 23:25 |       |       | 5000   | [ 48 ] |
| 04.12.2024 | 18:00 | VK Jihostroj České Budějovice | 1:3   | Saint-Nazaire VB Antlantique  | 23:25 | 21:25 | 25:18 | 17:25 |       | 1352   | [ 49 ] |
| 18.12.2024 | 18:00 | Halkbank Ankara               | 3:0   | VK Jihostroj České Budějovice | 25:21 | 25:23 | 25:18 |       |       | 1240   | [ 50 ] |
| 19.12.2024 | 20:00 | Sir Sicoma Monini Perugia     | 3:0   | Saint-Nazaire VB Antlantique  | 25:21 | 25:23 | 25:23 |       |       | 2966   | [ 51 ] |
| 15.01.2025 | 19:00 | Saint-Nazaire VB Antlantique  | 2:3   | Halkbank Ankara               | 20:25 | 25:18 | 25:20 | 23:25 | 11:15 | 1900   | [ 52 ] |
| 16.01.2025 | 18:00 | VK Jihostroj České Budějovice | 0:3   | Sir Sicoma Monini Perugia     | 25:27 | 22:25 | 16:25 |       |       | 2500   | [ 53 ] |
| 29.01.2025 | 19:00 | Saint-Nazaire VB Antlantique  | 3:0   | VK Jihostroj České Budějovice | 25:19 | 25:18 | 25:18 |       |       | 1725   | [ 54 ] |
| 29.01.2025 | 20:45 | Sir Sicoma Monini Perugia     | 2:3   | Halkbank Ankara               | 26:28 | 25:14 | 25:15 | 18:25 | 12:15 | 3107   | [ 55 ] |

#### Grupa E
Tabela
| Lp. | Drużyna                    | Mecze | Mecze   | Mecze   | Pkt | Sety | Sety | Sety  | Małe punkty | Małe punkty | Małe punkty |
| Lp. | Drużyna                    | M     | W (3:2) | P (2:3) | Pkt | wyg. | prz. | ratio | zdob.       | str.        | ratio       |
| --- | -------------------------- | ----- | ------- | ------- | --- | ---- | ---- | ----- | ----------- | ----------- | ----------- |
| 1   | Jastrzębski Węgiel         | 6     | 6 (1)   | 0 (0)   | 17  | 18   | 4    | 4.500 | 544         | 464         | 1.172       |
| 2   | SVG Lüneburg               | 6     | 3 (1)   | 3 (0)   | 8   | 10   | 12   | 0.833 | 490         | 513         | 0.955       |
| 3   | Chaumont VB 52 Haute-Marne | 6     | 2 (0)   | 4 (2)   | 8   | 11   | 12   | 0.917 | 524         | 522         | 1.004       |
| 4   | Lewski Sofia               | 6     | 1 (1)   | 5 (1)   | 3   | 6    | 17   | 0.353 | 493         | 552         | 0.893       |

Źródło: 
Punktacja: 3:0 i 3:1 – 3 pkt; 3:2 – 2 pkt; 2:3 – 1 pkt; 1:3 i 0:3 – 0 pkt
Zasady ustalania kolejności: 1. liczba zwycięstw; 2. liczba punktów; 3. stosunek setów; 4. stosunek małych punktów; 5. bilans w bezpośrednich meczach
Wyniki spotkań
| Data       | Godz. | Drużyna 1                  | Wynik | Drużyna 2                  | 1     | 2     | 3     | 4     | 5     | Widzów | *      |
| ---------- | ----- | -------------------------- | ----- | -------------------------- | ----- | ----- | ----- | ----- | ----- | ------ | ------ |
| 13.11.2024 | 19:00 | SVG Lüneburg               | 3:2   | Chaumont VB 52 Haute-Marne | 17:25 | 23:25 | 26:24 | 25:19 | 15:13 | 2476   | [ 57 ] |
| 13.11.2024 | 20:30 | Jastrzębski Węgiel         | 3:0   | Lewski Sofia               | 25:17 | 25:18 | 25:17 |       |       | 2718   | [ 58 ] |
| 20.11.2024 | 20:00 | Lewski Sofia               | 1:3   | SVG Lüneburg               | 28:26 | 15:25 | 24:26 | 21:25 |       | 1700   | [ 59 ] |
| 20.11.2024 | 20:00 | Chaumont VB 52 Haute-Marne | 0:3   | Jastrzębski Węgiel         | 23:25 | 18:25 | 20:25 |       |       | 1871   | [ 60 ] |
| 04.12.2024 | 19:00 | SVG Lüneburg               | 1:3   | Jastrzębski Węgiel         | 26:24 | 19:25 | 19:25 | 23:25 |       | 2645   | [ 61 ] |
| 04.12.2024 | 20:00 | Lewski Sofia               | 3:2   | Chaumont VB 52 Haute-Marne | 22:25 | 21:25 | 26:24 | 25:19 | 15:12 | 1250   | [ 62 ] |
| 18.12.2024 | 19:00 | SVG Lüneburg               | 3:0   | Lewski Sofia               | 25:22 | 28:26 | 25:22 |       |       | 2848   | [ 63 ] |
| 18.12.2024 | 20:30 | Jastrzębski Węgiel         | 3:1   | Chaumont VB 52 Haute-Marne | 25:20 | 24:26 | 25:23 | 32:30 |       | 2612   | [ 64 ] |
| 16.01.2025 | 20:00 | Lewski Sofia               | 2:3   | Jastrzębski Węgiel         | 21:25 | 25:23 | 22:25 | 28:26 | 12:15 | 1700   | [ 65 ] |
| 16.01.2025 | 20:00 | Chaumont VB 52 Haute-Marne | 3:0   | SVG Lüneburg               | 25:21 | 25:17 | 25:22 |       |       | 1357   | [ 66 ] |
| 29.01.2025 | 20:00 | Chaumont VB 52 Haute-Marne | 3:0   | Lewski Sofia               | 27:25 | 25:17 | 26:24 |       |       | 1157   | [ 67 ] |
| 29.01.2025 | 20:30 | Jastrzębski Węgiel         | 3:0   | SVG Lüneburg               | 25:16 | 25:20 | 25:21 |       |       | 2303   | [ 68 ] |

#### Klasyfikacja drużyn
awans do ćwierćfinału
     awans do rundy play-off
     awans do ćwierćfinału Pucharu CEV
| Lp. | Drużyna                       | Mecze | Mecze   | Mecze   | Pkt | Sety | Sety | Sety  | Małe punkty | Małe punkty | Małe punkty |
| Lp. | Drużyna                       | M     | W (3:2) | P (2:3) | Pkt | wyg. | prz. | ratio | zdob.       | str.        | ratio       |
| --- | ----------------------------- | ----- | ------- | ------- | --- | ---- | ---- | ----- | ----------- | ----------- | ----------- |
| A1  | PGE Projekt Warszawa          | 6     | 6 (0)   | 0 (0)   | 18  | 18   | 2    | 9.000 | 497         | 393         | 1.265       |
| C1  | Aluron CMC Warta Zawiercie    | 6     | 6 (1)   | 0 (0)   | 17  | 18   | 2    | 9.000 | 484         | 401         | 1.207       |
| E1  | Jastrzębski Węgiel            | 6     | 6 (1)   | 0 (0)   | 17  | 18   | 4    | 4.500 | 544         | 464         | 1.172       |
| D1  | Sir Sicoma Monini Perugia     | 6     | 5 (0)   | 1 (1)   | 16  | 17   | 3    | 5.667 | 487         | 408         | 1.194       |
| B1  | Mint Vero Volley Monza        | 6     | 5 (2)   | 1 (0)   | 13  | 16   | 9    | 1.778 | 584         | 543         | 1.076       |
|     |                               |       |         |         |     |      |      |       |             |             |             |
| B2  | Olympiakos SFP                | 6     | 4 (1)   | 2 (2)   | 13  | 16   | 10   | 1.600 | 594         | 585         | 1.015       |
| A2  | Berlin Recycling Volleys      | 6     | 4 (0)   | 2 (0)   | 12  | 13   | 8    | 1.625 | 499         | 467         | 1.069       |
| C2  | Allianz Milano                | 6     | 4 (1)   | 2 (1)   | 12  | 14   | 9    | 1.556 | 530         | 500         | 1.060       |
| D2  | Halkbank Ankara               | 6     | 4 (2)   | 2 (1)   | 11  | 14   | 11   | 1.273 | 563         | 553         | 1.018       |
| E2  | SVG Lüneburg                  | 6     | 3 (1)   | 3 (0)   | 8   | 10   | 12   | 0.833 | 490         | 513         | 0.955       |
|     |                               |       |         |         |     |      |      |       |             |             |             |
| D3  | Saint-Nazaire VB Antlantique  | 6     | 3 (1)   | 3 (1)   | 9   | 11   | 12   | 0.917 | 511         | 515         | 0.992       |
| E3  | Chaumont VB 52 Haute-Marne    | 6     | 2 (0)   | 4 (2)   | 8   | 11   | 12   | 0.917 | 524         | 522         | 1.004       |
| B3  | Fenerbahçe Medicana           | 6     | 2 (1)   | 4 (1)   | 6   | 10   | 14   | 0.714 | 560         | 562         | 0.996       |
| C3  | Knack Roeselare               | 6     | 2 (1)   | 4 (1)   | 6   | 8    | 14   | 0.571 | 474         | 496         | 0.956       |
| A3  | ACH Volley Lublana            | 6     | 1 (0)   | 5 (1)   | 4   | 7    | 15   | 0.467 | 477         | 531         | 0.898       |
|     |                               |       |         |         |     |      |      |       |             |             |             |
| B4  | Helios Grizzlys Giesen        | 6     | 1 (0)   | 5 (1)   | 4   | 7    | 16   | 0.438 | 507         | 555         | 0.914       |
| E4  | Lewski Sofia                  | 6     | 1 (1)   | 5 (1)   | 3   | 6    | 17   | 0.353 | 493         | 552         | 0.893       |
| A4  | VC Greenyard Maaseik          | 6     | 1 (1)   | 5 (0)   | 2   | 4    | 17   | 0.235 | 437         | 519         | 0.842       |
| C4  | Hypo Tirol Volleyballteam     | 6     | 0 (0)   | 6 (1)   | 1   | 3    | 18   | 0.167 | 435         | 526         | 0.827       |
| D4  | VK Jihostroj České Budějovice | 6     | 0 (0)   | 6 (0)   | 0   | 2    | 18   | 0.111 | 407         | 492         | 0.827       |

Źródło: 
Punktacja: 3:0 i 3:1 – 3 pkt; 3:2 – 2 pkt; 2:3 – 1 pkt; 1:3 i 0:3 – 0 pkt
Zasady ustalania kolejności: 1. liczba zwycięstw; 2. liczba punktów; 3. stosunek setów; 4. stosunek małych punktów; 5. bilans w bezpośrednich meczach

### Faza play-off

#### Drabinka
|  |                |                              |                |                            |                |   |          |                   |                   |                   |                 |              |   |                        |           |           |           |  |  |       |       |       |
|  | Runda play-off | Runda play-off               | Runda play-off | Runda play-off             | Runda play-off |   |          | Ćwierćfinały      | Ćwierćfinały      | Ćwierćfinały      | Ćwierćfinały    | Ćwierćfinały |   |                        | Półfinały | Półfinały | Półfinały |  |  | Finał | Finał | Finał |
|  | Runda play-off | Runda play-off               | Runda play-off | Runda play-off             | Runda play-off |   |          | Ćwierćfinały      | Ćwierćfinały      | Ćwierćfinały      | Ćwierćfinały    | Ćwierćfinały |   |                        | Półfinały | Półfinały | Półfinały |  |  | Finał | Finał | Finał |
|  |                |                              |                |                            |                |   |          |                   |                   |                   |                 |              |   |                        |           |           |           |  |  |       |       |       |
|  |                |                              |                |                            |                |   |          |                   |                   |                   |                 |              |   |                        |           |           |           |  |  |       |       |       |
|  | 11             | Saint-Nazaire VB Antlantique | 1              | 1                          | [0]            |   |          |                   |                   |                   |                 |              |   |                        |           |           |           |  |  |       |       |       |
|  | 11             | Saint-Nazaire VB Antlantique | 1              | 1                          | [0]            |   |          |                   |                   |                   |                 |              |   |                        |           |           |           |  |  |       |       |       |
|  | 6              | Olympiakos SFP               | 3              | 3                          | [6]            |   |          |                   |                   |                   |                 |              |   |                        |           |           |           |  |  |       |       |       |
|  | 6              | Olympiakos SFP               | 3              | 3                          | [6]            |   |          | 6                 | Olympiakos SFP    | 3                 | 0               | [2]          |   |                        |           |           |           |  |  |       |       |       |
|  |                |                              |                |                            |                |   |          | 6                 | Olympiakos SFP    | 3                 | 0               | [2]          |   |                        |           |           |           |  |  |       |       |       |
|  |                |                              | 3              | JSW Jastrzębski Węgiel     | 2              | 3 | [4]      |                   |                   |                   |                 |              |   |                        |           |           |           |  |  |       |       |       |
|  |                |                              |                |                            |                | 3 | [4]      |                   |                   |                   |                 |              |   |                        |           |           |           |  |  |       |       |       |
|  |                |                              |                |                            |                |   |          |                   |                   |                   |                 |              |   |                        |           |           |           |  |  |       |       |       |
|  |                |                              |                |                            |                |   |          |                   |                   |                   |                 |              |   |                        |           |           |           |  |  |       |       |       |
|  | 3              | JSW Jastrzębski Węgiel       | 2              |                            |                |   |          |                   |                   |                   |                 |              |   |                        |           |           |           |  |  |       |       |       |
|  | 3              | JSW Jastrzębski Węgiel       | 2              |                            |                |   |          |                   |                   |                   |                 |              |   |                        |           |           |           |  |  |       |       |       |
|  |                |                              | 2              | Aluron CMC Warta Zawiercie | 3              |   |          |                   |                   |                   |                 |              |   |                        |           |           |           |  |  |       |       |       |
|  | 10             | SVG Lüneburg                 | 2              | Aluron CMC Warta Zawiercie | 3              | 3 | 2        | [3] (15)          |                   |                   |                 |              |   |                        |           |           |           |  |  |       |       |       |
|  | 10             | SVG Lüneburg                 |                |                            |                |   |          |                   |                   |                   |                 |              |   |                        |           |           |           |  |  |       |       |       |
|  | 7              | Berlin Recycling Volleys     | 2              | 3                          | [3] (13)       |   |          |                   |                   |                   |                 |              |   |                        |           |           |           |  |  |       |       |       |
|  | 7              | Berlin Recycling Volleys     | 2              | 3                          | [3] (13)       |   |          | 10                | SVG Lüneburg      | 0                 | 1               | [0]          |   |                        |           |           |           |  |  |       |       |       |
|  |                |                              |                |                            |                |   |          | 10                | SVG Lüneburg      | 0                 | 1               | [0]          |   |                        |           |           |           |  |  |       |       |       |
|  |                |                              | 2              | Aluron CMC Warta Zawiercie | 3              | 3 | [6]      |                   |                   |                   |                 |              |   |                        |           |           |           |  |  |       |       |       |
|  |                |                              |                |                            |                | 3 | [6]      |                   |                   |                   |                 |              |   |                        |           |           |           |  |  |       |       |       |
|  |                |                              |                |                            |                |   |          |                   |                   |                   |                 |              |   |                        |           |           |           |  |  |       |       |       |
|  |                |                              |                |                            |                |   |          |                   |                   |                   |                 |              |   |                        |           |           |           |  |  |       |       |       |
|  | 2              | Aluron CMC Warta Zawiercie   | 2              |                            |                |   |          |                   |                   |                   |                 |              |   |                        |           |           |           |  |  |       |       |       |
|  | 2              | Aluron CMC Warta Zawiercie   | 2              |                            |                |   |          |                   |                   |                   |                 |              |   |                        |           |           |           |  |  |       |       |       |
|  |                |                              | 4              | Sir Sicoma Monini Perugia  | 3              |   |          |                   |                   |                   |                 |              |   |                        |           |           |           |  |  |       |       |       |
|  |                |                              |                |                            |                |   |          |                   |                   |                   |                 |              |   |                        |           |           |           |  |  |       |       |       |
|  |                |                              |                |                            |                |   |          |                   |                   |                   |                 |              |   |                        |           |           |           |  |  |       |       |       |
|  |                |                              |                |                            |                |   |          |                   |                   |                   |                 |              |   |                        |           |           |           |  |  |       |       |       |
|  | 5              | Mint Vero Volley Monza       | 1              | 1                          | [0]            |   |          |                   |                   |                   |                 |              |   |                        |           |           |           |  |  |       |       |       |
|  | 5              | Mint Vero Volley Monza       | 1              | 1                          | [0]            |   |          |                   |                   |                   |                 |              |   |                        |           |           |           |  |  |       |       |       |
|  | 4              | Sir Sicoma Monini Perugia    | 3              | 3                          | [6]            |   |          |                   |                   |                   |                 |              |   |                        |           |           |           |  |  |       |       |       |
|  | 4              | Sir Sicoma Monini Perugia    | 3              | 3                          | [6]            |   |          |                   |                   |                   |                 |              |   |                        |           |           |           |  |  |       |       |       |
|  |                |                              |                |                            |                |   |          |                   |                   |                   |                 |              |   |                        |           |           |           |  |  |       |       |       |
|  |                |                              |                |                            |                |   |          |                   |                   |                   |                 |              |   |                        |           |           |           |  |  |       |       |       |
|  | 4              | Sir Sicoma Monini Perugia    | 3              |                            |                |   |          |                   |                   |                   |                 |              |   |                        |           |           |           |  |  |       |       |       |
|  | 4              | Sir Sicoma Monini Perugia    | 3              |                            |                |   |          |                   |                   |                   |                 |              |   |                        |           |           |           |  |  |       |       |       |
|  |                |                              | 9              | Halkbank Ankara            | 0              |   |          | Mecz o 3. miejsce | Mecz o 3. miejsce | Mecz o 3. miejsce |                 |              |   |                        |           |           |           |  |  |       |       |       |
|  | 9              | Halkbank Ankara              | 9              | Halkbank Ankara            | 0              | 3 | 1        | Mecz o 3. miejsce | Mecz o 3. miejsce | Mecz o 3. miejsce | [3] (15)        |              |   |                        |           |           |           |  |  |       |       |       |
|  | 9              | Halkbank Ankara              |                |                            |                |   |          |                   |                   |                   |                 |              |   |                        |           |           |           |  |  |       |       |       |
|  | 8              | Allianz Milano               | 1              | 3                          | [3] (13)       |   |          |                   |                   |                   |                 |              |   |                        |           |           |           |  |  |       |       |       |
|  | 8              | Allianz Milano               | 1              | 3                          | [3] (13)       |   |          | 9                 | Halkbank Ankara   | 3                 | 0               | [3] (15)     | 3 | JSW Jastrzębski Węgiel | 3         |           |           |  |  |       |       |       |
|  |                |                              |                |                            |                |   |          | 9                 | Halkbank Ankara   | 3                 | 0               | [3] (15)     | 3 | JSW Jastrzębski Węgiel | 3         |           |           |  |  |       |       |       |
|  |                |                              | 1              | PGE Projekt Warszawa       | 1              | 3 | [3] (12) |                   |                   | 9                 | Halkbank Ankara | 1            |   |                        |           |           |           |  |  |       |       |       |
|  |                |                              |                |                            |                | 3 | [3] (12) |                   |                   | 9                 | Halkbank Ankara | 1            |   |                        |           |           |           |  |  |       |       |       |

Uwaga: W nawiasach kwadratowych podana jest liczba punktów zdobytych w dwumeczu, natomiast w nawiasach okrągłych wynik złotego seta.

#### Runda play-off
| Data                                 | Godz. | Drużyna 1                    | Wynik | Drużyna 2                | 1     | 2     | 3     | 4     | 5     | Złoty set | Widzów | *      |
| ------------------------------------ | ----- | ---------------------------- | ----- | ------------------------ | ----- | ----- | ----- | ----- | ----- | --------- | ------ | ------ |
| 12.02.2025                           | 20:00 | Saint-Nazaire VB Antlantique | 1:3   | Olympiakos SFP           | 25:20 | 20:25 | 21:25 | 23:25 |       |           | 1796   | [ 70 ] |
| 27.02.2025                           | 19:00 | Saint-Nazaire VB Antlantique | 1:3   | Olympiakos SFP           | 19:25 | 25:18 | 23:25 | 21:25 |       | 1980      | [ 71 ] |        |
| 12.02.2025                           | 19:00 | SVG Lüneburg                 | 3:2   | Berlin Recycling Volleys | 25:19 | 23:25 | 25:23 | 24:26 | 27:25 | 15:13     | 3018   | [ 72 ] |
| 26.02.2025                           | 19:30 | SVG Lüneburg                 | 2:3   | Berlin Recycling Volleys | 13:25 | 25:23 | 25:23 | 25:27 | 15:17 | 15:13     | 5211   | [ 73 ] |
| 12.02.2025                           | 17:00 | Halkbank Ankara              | 3:1   | Allianz Milano           | 25:27 | 25:16 | 25:21 | 33:31 |       | 15:13     | 2350   | [ 74 ] |
| 25.02.2025                           | 20:45 | Halkbank Ankara              | 1:3   | Allianz Milano           | 16:25 | 24:26 | 25:23 | 26:28 |       | 15:13     | 1311   | [ 75 ] |
| Po lewej gospodarz pierwszego meczu. |       |                              |       |                          |       |       |       |       |       |           |        |        |

#### Ćwierćfinały
| Data | Godz.         | Drużyna 1              | Wynik | Drużyna 2                  | 1     | 2     | 3     | 4     | 5     | Złoty set | Widzów | *      |
| --- | ------------- | ---------------------- | ----- | -------------------------- | ----- | ----- | ----- | ----- | ----- | --------- | ------ | ------ |
| 12.03.2025                                                                                                  | 19:00 (18:00) | Olympiakos SFP         | 3:2   | JSW Jastrzębski Węgiel     | 20:25 | 21:25 | 25:14 | 25:20 | 15:12 |           | 2100   | [ 76 ] |
| 19.03.2025                                                                                                  | 20:30         | Olympiakos SFP         | 0:3   | JSW Jastrzębski Węgiel     | 21:25 | 21:25 | 19:25 |       |       | 3112      | [ 77 ] |        |
| 11.03.2025                                                                                                  | 19:00         | SVG Lüneburg           | 0:3   | Aluron CMC Warta Zawiercie | 15:25 | 21:25 | 14:25 |       |       |           | 3200   | [ 78 ] |
| 18.03.2025                                                                                                  | 18:00         | SVG Lüneburg           | 1:3   | Aluron CMC Warta Zawiercie | 19:25 | 19:25 | 25:23 | 20:25 |       | 4000      | [ 79 ] |        |
| 11.03.2025                                                                                                  | 20:30         | Mint Vero Volley Monza | 1:3   | Sir Sicoma Monini Perugia  | 25:19 | 16:25 | 17:25 | 25:27 |       |           | 3124   | [ 80 ] |
| 20.03.2025                                                                                                  | 20:30         | Mint Vero Volley Monza | 1:3   | Sir Sicoma Monini Perugia  | 18:25 | 25:23 | 14:25 | 29:31 |       | 3465      | [ 81 ] |        |
| 12.03.2025                                                                                                  | 18:00 (16:00) | Halkbank Ankara        | 3:1   | PGE Projekt Warszawa       | 25:20 | 22:25 | 25:15 | 25:18 |       | 15:12     | 1070   | [ 82 ] |
| 19.03.2025                                                                                                  | 18:00         | Halkbank Ankara        | 0:3   | PGE Projekt Warszawa       | 20:25 | 19:25 | 20:25 |       |       | 15:12     | 4416   | [ 83 ] |
| Po lewej gospodarz pierwszego meczu. W nawiasach podano godziny meczów zgodnie z czasem środkowoeuropejskim |               |                        |       |                            |       |       |       |       |       |           |        |        |

### Turniej finałowy
- Miejsce finału:  Łódź, Atlas Arena

#### Półfinały
| Data       | Godz. | Drużyna 1                 | Wynik | Drużyna 2                  | 1     | 2     | 3     | 4     | 5     | Widzów | *      |
| ---------- | ----- | ------------------------- | ----- | -------------------------- | ----- | ----- | ----- | ----- | ----- | ------ | ------ |
| 16.05.2025 | 20:00 | Sir Sicoma Monini Perugia | 3:0   | Halkbank Ankara            | 25:23 | 25:23 | 25:22 |       |       | 4884   | [ 84 ] |
| 17.05.2025 | 14:45 | JSW Jastrzębski Węgiel    | 2:3   | Aluron CMC Warta Zawiercie | 25:19 | 25:18 | 20:25 | 19:25 | 20:22 | 8284   | [ 85 ] |

#### Mecz o 3. miejsce
| Data       | Godz. | Drużyna 1       | Wynik | Drużyna 2              | 1     | 2     | 3     | 4     | 5 | Widzów | *      |
| ---------- | ----- | --------------- | ----- | ---------------------- | ----- | ----- | ----- | ----- | - | ------ | ------ |
| 18.05.2025 | 16:00 | Halkbank Ankara | 1:3   | JSW Jastrzębski Węgiel | 22:25 | 24:26 | 25:20 | 18:25 |   | 8448   | [ 86 ] |

#### Finał
| Data       | Godz. | Drużyna 1                 | Wynik | Drużyna 2                  | 1     | 2     | 3     | 4     | 5     | Widzów | *      |
| ---------- | ----- | ------------------------- | ----- | -------------------------- | ----- | ----- | ----- | ----- | ----- | ------ | ------ |
| 18.05.2025 | 20:05 | Sir Sicoma Monini Perugia | 3:2   | Aluron CMC Warta Zawiercie | 25:22 | 25:22 | 20:25 | 22:25 | 15:10 | 10810  | [ 87 ] |

## Nagrody indywidualne
| Nagroda                | Zawodnik         | Klub                       |
| MVP                    | Simone Giannelli | Sir Sicoma Monini Perugia  |
| Najlepszy atakujący    | Wassim Ben Tara  | Sir Sicoma Monini Perugia  |
| Najlepszy rozgrywający | Simone Giannelli | Sir Sicoma Monini Perugia  |
| Najlepszy libero       | Luke Perry       | Aluron CMC Warta Zawiercie |
| Najlepsi środkowi      | Anton Brehme     | Jastrzębski Węgiel         |
| Najlepsi środkowi      | Mateusz Bieniek  | Aluron CMC Warta Zawiercie |
| Najlepsi przyjmujący   | Tomasz Fornal    | Jastrzębski Węgiel         |
| Najlepsi przyjmujący   | Ołeh Płotnycki   | Sir Sicoma Monini Perugia  |